# Чемпионат России по плаванию 2009
Чемпионат России по плаванию 2009 года прошёл с 25 по 30 апреля в СК «Олимпийский», Москва.
На чемпионате было установлено четыре мировых, два европейских и 10 российских рекордов. Андрей Гречин и Юлия Ефимова были признаны лучшими спортсменами турнира.

## Призёры

### Мужчины
| Дистанция                          | Золото                                                                         | Золото     | Серебро                                                                             | Серебро  | Бронза                                                                                       | Бронза   |
| ---------------------------------- | ------------------------------------------------------------------------------ | ---------- | ----------------------------------------------------------------------------------- | -------- | -------------------------------------------------------------------------------------------- | -------- |
| 50 м вольным стилем                | Евгений Лагунов Санкт-Петербург — Архангельская обл.                           | 22.10      | Никита Коновалов Омская область                                                     | 22.29    | Андрей Гречин Санкт-Петербург — Алтайский край                                               | 22.30    |
| 100 м вольным стилем               | Андрей Гречин Санкт-Петербург — Алтайский край                                 | 47.98      | Евгений Лагунов Санкт-Петербург — Архангельская обл.                                | 48.44    | Данила Изотов Свердловская обл. — Краснодарский край                                         | 48.64    |
| 200 м вольным стилем               | Данила Изотов Свердловская обл. — Краснодарский край                           | 1:46.17 РР | Никита Лобинцев Самарская обл. — Свердловская обл.                                  | 1:46.45  | Александр Сухоруков Санкт-Петербург — Коми                                                   | 1:46.63  |
| 400 м вольным стилем               | Никита Лобинцев Самарская обл. — Свердловская обл.                             | 3:45.35    | Юрий Прилуков Самарская обл. — Свердловская обл.                                    | 3:47.79  | Николай Булахов Волгоградская область                                                        | 3:51.10  |
| 800 м вольным стилем               | Юрий Прилуков Самарская обл. — Свердловская обл.                               | 7:47.65    | Никита Лобинцев Самарская обл. — Свердловская обл.                                  | 7:53.83  | Александр Шимин Татарстан                                                                    | 8:05.15  |
| 1500 м вольным стилем              | Юрий Прилуков Самарская обл. — Свердловская обл.                               | 15:07.88   | Евгений Дратцев Московская обл. — Ярославская обл.                                  | 15:22.03 | Серегей Большаков Московская область — Удмуртия                                              | 15:33.31 |
|                                    |                                                                                |            |                                                                                     |          |                                                                                              |          |
| 50 м на спине                      | Аркадий Вятчанин Ростовская область                                            | 25.11      | Михаил Носков Белгородская область Сергей Маков Омская область                      | 25.77    | —                                                                                            | —        |
| 100 м на спине                     | Аркадий Вятчанин Ростовская область                                            | 53.35      | Станислав Донец Краснодарский край — Ульяновская область                            | 53.44    | Артём Дубовской Ростовская область                                                           | 54.75    |
| 200 м на спине                     | Аркадий Вятчанин Ростовская область                                            | 1:55.53    | Станислав Донец Краснодарский край — Ульяновская обл.                               | 1:55.73  | Артём Дубовской Ростовская область                                                           | 1:57.96  |
|                                    |                                                                                |            |                                                                                     |          |                                                                                              |          |
| 50 м брассом                       | Александр Тризнов Новосибирская область                                        | 28.38      | Михаил Ермолаев Пензенская область                                                  | 28.40    | Станислав Лахтюхов Москва-1                                                                  | 28.44    |
| 100 м брассом                      | Станислав Лахтюхов Москва-1                                                    | 1:00.71    | Григорий Фалько Санкт-Петербург-1                                                   | 1:01.08  | Сергей Гейбель Новосибирская область                                                         | 1:01.76  |
| 200 м брассом                      | Григорий Фалько Санкт-Петербург-1                                              | 2:12.65    | Алексей Зиновьев Москва-1                                                           | 2:13.04  | Сергей Герасимов Новосибирская область                                                       | 2:13.45  |
|                                    |                                                                                |            |                                                                                     |          |                                                                                              |          |
| 50 м баттерфляем                   | Никита Коновалов Омская область                                                | 23.59      | Евгений Коротышкин Москва-1                                                         | 23.67    | Александр Калужский Москва-1 Сергей Фесиков Пензенская обл. — Ярославская обл.               | 24.12    |
| 100 м баттерфляем                  | Евгений Коротышкин Москва-1                                                    | 51.55 РР   | Николай Скворцов Пензенская область                                                 | 51.87    | Игорь Марченко Санкт-Петербург-1                                                             | 52.12    |
| 200 м баттерфляем                  | Николай Скворцов Пензенская область                                            | 1:56.02    | Максим Ганихин Тюменская область                                                    | 1:57.01  | Александр Калужский Москва-1                                                                 | 2:01.54  |
|                                    |                                                                                |            |                                                                                     |          |                                                                                              |          |
| 200 м комплексное плавание         | Андрей Крылов Москва-1                                                         | 2:01.10 РР | Александр Тихонов Челябинская область                                               | 2:01.17  | Дмитрий Каленов Пензенская область                                                           | 2:03.66  |
| 400 м комплексное плавание         | Андрей Крылов Москва-1                                                         | 4:13.14 РР | Александр Тихонов Москва-1                                                          | 4:16.88  | Илья Воловник Коми                                                                           | 4:21.56  |
|                                    |                                                                                |            |                                                                                     |          |                                                                                              |          |
| 4 х 100 м эстафета вольным стилем  | Москва-1 Борис Тиматков Артём Лобузов Антон Степанов Михаил Полищук            | 3:20.95    | Красноярский край Константин Зотов Владимир Невров Андрей Арбузов Иван Усов (50.43) | 3:21.30  | Москва-2 Юрий Задворный Артём Дружкин Григорий Степанов Павел Медвецкий                      | 3:24.29  |
| 4 х 200 м эстафета вольным стилем  | Москва-1 Борис Тиматков Артём Лобузов Антон Степанов Михаил Полищук            | 7:21.04    | Санкт-Петербург-1 Александр Сухоруков Андрей Гречин Илья Ларин Евгений Лагунов      | 7:23.35  | Волгоградская область Николай Булахов Алексей Колесников Дмитрий Паруликов Михаил Украинский | 7:28.45  |
| 4 х 100 м комбинированная эстафета | Санкт-Петербург-1 Дмитрий Смирнов Григорий Фалько Игорь Марченко Андрей Гречин | 3:38.58    | Москва-1 Никита Денисяко Станислав Лахтюхов Евгений Коротышкин Борис Тиматков       | 3:39.56  | Санкт-Петербург-2 Павел Чесноков Андрей Иванов Владислав Серый Андрей Капралов               | 3:44.81  |

### Женщины
| Дистанция                          | Золото                                                                                    | Золото     | Серебро                                                                                   | Серебро  | Бронза                                                                             | Бронза   |
| ---------------------------------- | ----------------------------------------------------------------------------------------- | ---------- | ----------------------------------------------------------------------------------------- | -------- | ---------------------------------------------------------------------------------- | -------- |
| 50 м вольным стилем                | Анастасия Аксёнова Пензенская область                                                     | 25.21      | Светлана Федулова Санкт-Петербург-1                                                       | 25.55    | Полина Киселёва Свердловская область                                               | 25.88    |
| 100 м вольным стилем               | Анастасия Аксёнова Пензенская область                                                     | 55.07 РР   | Ольга Ключникова Пензенская область                                                       | 55.41    | Виктория Андреева Санкт-Петербург-1                                                | 55.75    |
| 200 м вольным стилем               | Елена Соколова Москва-1                                                                   | 1:58.63 РР | Дарья Белякина Рязанская область                                                          | 1:59.23  | Виктория Малютина Пензенская область                                               | 1:59.64  |
| 400 м вольным стилем               | Елена Соколова Москва-1                                                                   | 4:08.87    | Регина Сыч Санкт-Петербург-1                                                              | 4:17.30  | Анна Уварова Архангельская область                                                 | 4:18.11  |
| 800 м вольным стилем               | Елена Соколова Москва-1                                                                   | 8:28.30    | Анастасия Иваненко Коми                                                                   | 8:39.64  | Екатерина Селивёрстова Москва-1                                                    | 8:44.46  |
| 1500 м вольным стилем              | Екатерина Селивёрстова Москва-1                                                           | 16:36.06   | Анастасия Иваненко Коми                                                                   | 16:36.60 | Анна Уварова Архангельская область                                                 | 16:46.25 |
|                                    |                                                                                           |            |                                                                                           |          |                                                                                    |          |
| 50 на спине                        | Анастасия Зуева Пензенская область                                                        | 27.47 РМ*  | Мария Громова Москва-1                                                                    | 28.93    | Ксения Москвина ЯНАО                                                               | 29.19    |
| 100 на спине                       | Анастасия Зуева Пензенская область                                                        | 59.67      | Мария Громова Москва-1 Ксения Москвина ЯНАО                                               | 1:01.27  | —                                                                                  | —        |
| 200 на спине                       | Анастасия Зуева Пензенская область                                                        | 2:08.65    | Мария Громова Москва-1                                                                    | 2:11.22  | Татьяна Ольховикова Белгородская область                                           | 2:15.94  |
|                                    |                                                                                           |            |                                                                                           |          |                                                                                    |          |
| 50 м брассом                       | Юлия Ефимова Ростовская область                                                           | 30.05 РМ*  | Валентина Артемьева Новосибирская область                                                 | 30.17    | Виталина Симонова Новосибирская область                                            | 31.91    |
| 100 м брассом                      | Юлия Ефимова Ростовская область                                                           | 1:05.80 РЕ | Валентина Артемьева Новосибирская область                                                 | 1:07.77  | Виталина Симонова Новосибирская область                                            | 1:09.68  |
| 200 м брассом                      | Юлия Ефимова Ростовская область                                                           | 2:23.62 РР | Валентина Артемьева Новосибирская область                                                 | 2:24.47  | Ольга Детенюк Волгоградская область                                                | 2:26.38  |
|                                    |                                                                                           |            |                                                                                           |          |                                                                                    |          |
| 50 м баттерфляем                   | Ирина Беспалова Санкт-Петербург-1                                                         | 26.82      | Анастасия Аксёнова Пензенская область                                                     | 26.84    | Светлана Федулова Санкт-Петербург-1                                                | 27.00    |
| 100 м баттерфляем                  | Ирина Беспалова Санкт-Петербург-1                                                         | 59.11      | Ольга Ключникова Пензенская область                                                       | 59.41    | Светлана Федулова Санкт-Петербург-1                                                | 59.70    |
| 200 м баттерфляем                  | Яна Мартынова Татарстан                                                                   | 2:12.20    | Наталья Сутягина Пензенская область                                                       | 2:12.33  | Ирина Беспалова Санкт-Петербург-1                                                  | 2:12.37  |
|                                    |                                                                                           |            |                                                                                           |          |                                                                                    |          |
| 200 м комплексное плавание         | Яна Мартынова Татарстан                                                                   | 2:13.88    | Дарья Белякина Рязанская область                                                          | 2:14.56  | Виктория Андреева Санкт-Петербург-1                                                | 2:14.89  |
| 400 м комплексное плавание         | Анастасия Иваненко Коми                                                                   | 4:41.05    | Яна Мартынова Татарстан                                                                   | 4:41.82  | Анна Маркова Москва-1                                                              | 4:48.23  |
|                                    |                                                                                           |            |                                                                                           |          |                                                                                    |          |
| 4 х 100 м эстафета вольным стилем  | Москва-1 Мария Уголькова Мария Громова Екатерина Селиверстова Елена Соколова              | 3:48.59    | Санкт-Петербург-1 Ирина Беспалова Виктория Андреева Регина Сыч Вероника Попова            | 3:49.23  | ХМАО-Югра Анна Киселёва Валентина Глазунова Нина Сарафанова Наталья Миселимян      | 3:50.53  |
| 4 х 200 м эстафета вольным стилем  | Москва-1 Мария Уголькова Екатерина Селиверстова Анна Маркова Александра Мусиенко          | 8:19.72    | Пензенская область Виктория Малютина Наталья Цыганкова Екатерина Рвянина Ольга Ключникова | 8:20.70  | Омская область Татьяна Пономаренко Елена Римская Василиса Владыкина Агата Волощук  | 8:21.30  |
| 4 х 100 м комбинированная эстафета | Пензенская область Анастасия Зуева Екатерина Уйменова Ольга Ключникова Анастасия Аксёнова | 4:08.33    | Москва-1 Мария Громова Анастасия Чаун Мария Уголькова Елена Соколова                      | 4:08.75  | Санкт-Петербург-1 Алёна Голубева Анна Кузьмичёва Ирина Беспалова Виктория Андреева | 4:09.45  |

На дистанции 100 м вольным стилем Гречин в полуфинале установил рекорд России — 47.59.
На дистанции 50 м на спине Вятчанин дважды устанавливал рекорд России — в полуфинале (25.38) и в финале.
На дистанции 50 м на спине Зуева дважды устанавливала* мировой рекорд — в полуфинале (27.48) и в финале.
На дистанции 50 м брассом в предварительном заплыве Артемьева установила рекорд России (30.32), а Ефимова дважды устанавливала* мировой рекорд — в полуфинале (30.23) и в финале.
* Международная федерация водных видов спорта не ратифицировала мировые рекорды Ефимовой и Зуевой по причине использования неразрешенных костюмов.